# Zbudza
Zbudza és un poble i municipi d'Eslovàquia. Es troba a la regió de Košice, a l'est del país. El 2017 tenia 534 habitants.

## Història
La primera referència escrita de la vila data del 1235.

## Demografia
| Godina             | 1994 | 2004   | 2014   | 2024   |
| ------------------ | ---- | ------ | ------ | ------ |
| Nombre de persones | 553  | 537    | 542    | 521    |
| Diferència         |      | −2,89% | +0,93% | −3,87% |

| Godina             | 2023 | 2024   |
| ------------------ | ---- | ------ |
| Nombre de persones | 519  | 521    |
| Diferència         |      | +0,38% |